# Tutum Yohl K’inich Tz’uutz’ I
Tutum Yohl K’inich Tz’uutz’ I znany też jako K’an I – władca Caracol. Wstąpił na tron w 531 roku, jego następcą został Yajaw  Te’ K’inich II w 553 roku.